# Heteropoda squamacea
Heteropoda squamacea là một loài nhện trong họ Sparassidae.
Loài này thuộc chi Heteropoda. Heteropoda squamacea được Jia-Fu Wang miêu tả năm 1990.